# Досье на 51-го
«Досье на 51-го» (фр. Le Dossier 51) — фильм, криминальная драма режиссёра Мишеля Девиля. Франция, 1978 год.

## Сюжет
В некоей крупной международной торговой организации происходят кадровые перестановки. Неназванная секретная служба, желая усилить там своё влияние, подбирает себе агентуру среди вновь назначенных чиновников. Выбор падает на посланника от Франции Доминика Офаля (Мартире). В поисках слабых сторон дипломата, средств воздействия для предстоящей вербовки, группа экспертов секретной службы окружает его паутиной слежки, прослушивания телефонных разговоров. Постепенно формируется досье на месье Офаля, числящегося в списках потенциальной агентуры под номером 51. Aктивные мероприятия заканчиваются трагедией.

## В ролях
- Франсуа Мартире — Доминик Офаль, дипломат, «51-й»
- Клод Марко — Лилиан Офаль, его жена, «52-я»
- Роже Планшон — Эскулап № 1
- Патрик Шене — «Гадес»
- Жан Мартен — «Венера»
- Ута Тегер — Эскулап № 2
- Жан Дортреме — Эскулап № 3
- Даниель Мегиш — Эскулап № 4

## Критика
Кинокритик Михаил Трофименков в статье для журнала Коммерсантъ Weekend оценивает фильм как сюрреалистический, абстрактный, почти пустой в смысле активного действия. Используя термин Максимилиана Волошина, он называет происходящее «бредом разведок». При этом обозреватель отказывает картине в «антитоталитаризме» и идейной близости к «1984». Скорее это бюрократическая рутина, абсурдизм и «монументально-идиотское измерение» работы любой спецслужбы мира.